# The Toybox
The Toybox é um filme de suspense e terror estadunidense de 2018, dirigido por Tom Nagel e estrelado por Mischa Barton e Denise Richards. O filme encerrou a produção em abril de 2017 e foi adquirido pela CineTel Films com o objetivo de lançar vendas no Festival de Cannes de 2017 e no American Film Market. Um trailer promocional foi lançado em 4 de abril de 2018. O filme também foi aceito no Texas Frightmare Weekend em maio de 2018. O filme foi lançado nos cinemas e em vídeo sob demanda em 18 de setembro de 2018. Entertainment Weekly lançou o trailer exclusivo em 17 de agosto de 2018. 

## Sinopse
Jennifer (Richards) e sua família fazem uma viagem de verão em um trailer usado com o pai e o irmão de seu marido. Ao longo do caminho, eles encontram Samantha (Barton) e seu irmão, ao lado da estrada. Depois de dirigir para o meio do nada, o trailer toma uma mente própria, colidindo e amarrando-os no deserto escaldante e isolado. Pouco a pouco, o grupo desavisado de viajantes é surpreendido pelos terríveis segredos dentro das paredes do trailer e se vêem lutando para sobreviver.

## Elenco
- Mischa Barton como Samantha
- Denise Richards[8] como Jennifer
- Matt Mercer como Mark
- Katie Keene como garota fantasma
- Carolyne Maraghi como Mary
- Jeff Denton como Steve
- Brian Nagel como Jay